# Kradibia queenslandica
Kradibia queenslandica är en stekelart som först beskrevs av Hoffmeyer 1929.  Kradibia queenslandica ingår i släktet Kradibia och familjen fikonsteklar. Inga underarter finns listade i Catalogue of Life.